# فيدان قاسيموفا
فيدان أكرام قيزي قاسيموفا - (بالأذرية: Fidan Qasımova) مغنية سوبرانو أذربيجاني، تعد من أشهر فنانين الأوبرا في أذربيجان في عصرنا الحاضر، فنانة الشعب في جمهورية أذربيجان الاشتراكية السوفيتية (1982)، فنانة الشعب الاتحاد السوفيتي، حائزة على جائزة الدولة لجمهورية أذربيجان (1984).

## سيرتها ذاتية
ولدت فيدان قاسيموفا في 17 يوليو 1947 في باكو.
بعد تخرجها من مدرسة الموسيقى إسمه بولبول في 1966، دخلت إلي أكاديمية باكو للموسيقى إسمه عزير حاجبايوف في 1966، وإكتملت دراستها في 1971.
في 1974 أصبحت عازف منفرد في مسرح أكاديمية دولة أذربيجان للأوبرا والباليه تحت عنوان ميرزا فتالي أخوندوف.
منذ عام 1982 تعمل فيدان قاسيموفا في الأنشطة التعليمية. منذ عام 1993، كانت ترأس القسم الصوتي في أكاديمية باكو للموسيقى (أستاذة منذ 1990).
منذ عام 1992 حتى عام 1998، درست في معهد موسيقى إسطنبول.
تم بدأت الغناء في دور الأوبرا في مسرح البولشوي ومسرح مارينسكي، مسرح هافانا الكبير، في مسرح بارثينون، مسرح للأوبرا في ديترويت، في المسرح الحكومي في بوخارست. 
كانت تمنح فيدان قاسيموفا بوسام وسام «شهرة» في 1997 من قبل حيدر علييف، وبموجب القرار من الرئيس إلهام علييف بوسام «الشرف» في 2010 و«استقلال» في 2017. 

## فيلموجرافيا
- «الأرض، البحر، النار، السماء» - «سيودى» (1967)

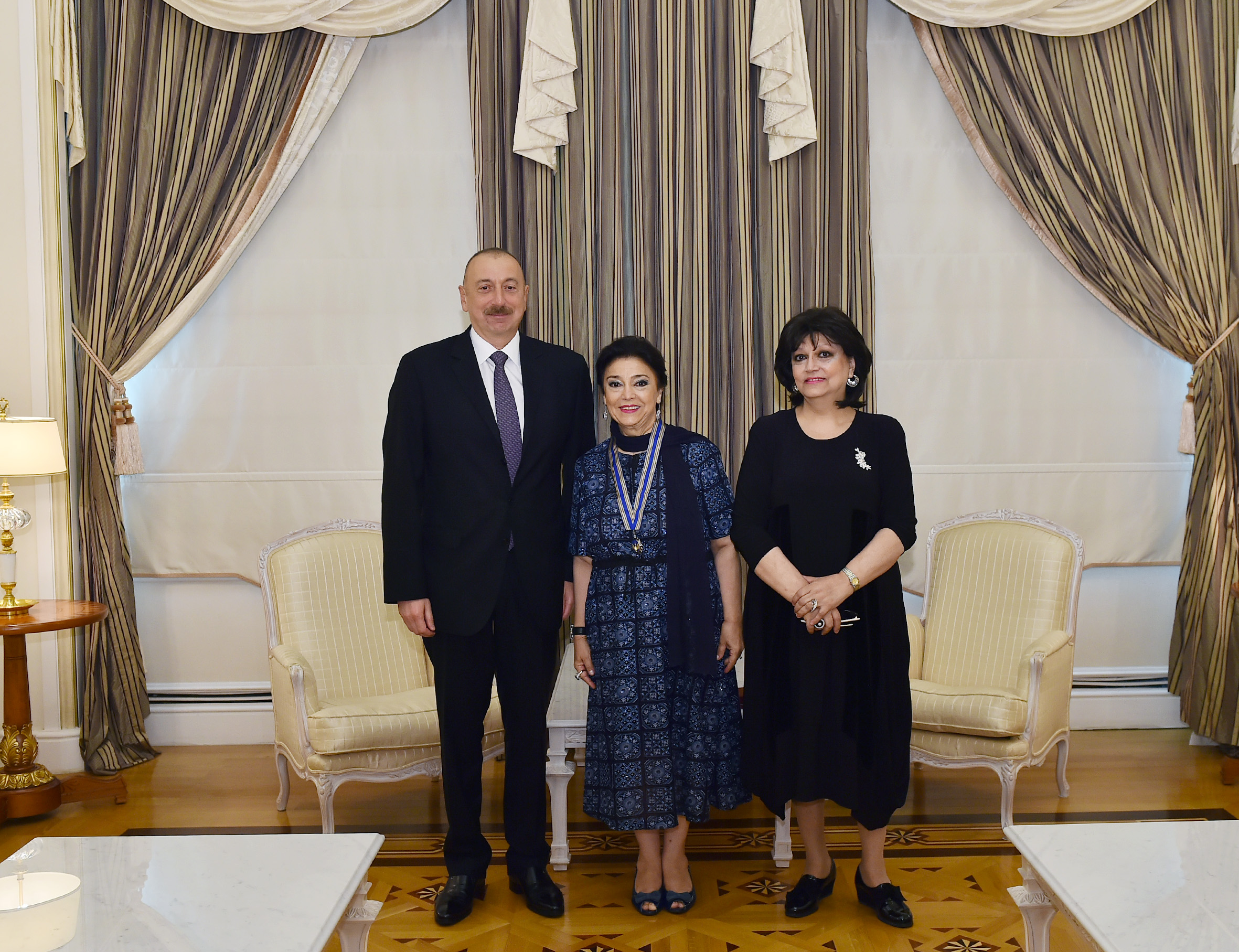
كانت تمنح فيدان قاسيموفا بوسام"استقلال" في 2017

- «ثلاثة مخططات» (1978)
- «رشيد بهبودوف قبل 20 عامًا»(1996)
- «من القلب إلى القلب» (2007)
- «مايسترو نيازي» (2007)

## وصلات الخارجية
https://www.youtube.com/watch?v=osm7-d_Kaj0